# Cyclopteryx observalis
Cyclopteryx observalis là một loài bướm đêm trong họ Erebidae.